# Лисенко Георгій Сергійович
Георгій Сергійович Лисенко (1997—2022) — майор Збройних Сил України, учасник російсько-української війни, який загинув у ході російського вторгнення в Україну. Герой України (посмертно).

## Життєпис
Народився у м. Чернігові.
Закінчив Чернігівський ліцей з посиленою військово-фізичною підготовкою.
Випускник Військового інституту Київського національного університету імені Тараса Шевченка.
Під час російського вторгнення в Україну у 2022 році брав безпосередню участь в обороні Києва. Потім виконував бойові та спеціальні завдання в Запорізькій, Луганській і Донецькій областях.
Загинув 6 листопада 2022 року біля м. Бахмут, Донецька область, викликавши вогонь на себе заради порятунку життів побратимів.

## Нагороди
- Звання Герой України з удостоєнням ордена «Золота Зірка» (посмертно). Нагороду отримала з рук президента України Володимира Зеленського 24 серпня 2023 у м. Києві мати Георгія Лисенка під час урочистостей з нагоди Дня незалежності України.[5][3]